# 美國天主教大學
美國天主教大學（英語：Catholic University of America, CUA），或譯美國公教大學、美利堅天主教大學。是一所位於美國華盛頓特區的天主教大學，是美國唯一直屬聖座教育部管理的大學。
美國天主教大學於1887年在教宗利奥十三世的批准下由美國天主教主教團創立，也是該教團唯一創辦的高等教育機構。初設研究所與研究中心，1904年開始提供本科教育。该校曾是美國大學協會的14名創始成員之一，但已在2002年退出会员资格。

## 校園
校園坐落於華盛頓特區東北部的布魯克蘭社區，該地因美國天主教大學及其他至少60所天主教學校與機構聚集被稱為「小羅馬」或「小梵蒂岡」。位於此地的天主教機構包括三一華盛頓大學、道明會神學院、聖母無玷始胎國家朝聖地聖殿、聖若望保祿二世國家朝聖地、聖墓山方濟各會修道院，以及美國天主教主教團總部等。

## 排名
根據2024年的美國新聞與世界報導，美國天主教大學在全美國家級大學中排名第171名。

## 知名校友
校友涵蓋17名樞機主教以及許多非神職人員：
- 宋楚瑜：首屆民選臺灣省省長、親民黨黨主席。
- 陈光诚，中国盲人人权辩护律师。
- 蔣徐乃錦：烈士徐錫麟之孫女，中華民國已故總統蔣經國的兒媳。
- 唐納德·雪利：美國古典、爵士樂鋼琴家和創作家。電影《幸福綠皮書》真實事件改編的主角。
- 休·艾弗雷特三世：美國量子物理学家，以提出多世界詮釋而著名。
- 尤利乌斯·纽兰德：美國化學家，圣母大学教授。
- 邁克爾·格里芬 （页面存档备份，存于）：美國NASA前局長。
- 佩吉·奎因斯 （页面存档备份，存于）：美國第一位黑人女性首席大法官，佛羅里達州最高法院 （页面存档备份，存于）法官。
- 羅珊娜·史考托：美國新聞主播。她是福斯新聞紐約好日子的共同主持人。
- 保拉·沃格爾：美國劇作家，她的作品《那年我學開車》獲得了1998年普立茲戲劇獎。
- 布萊恩·凱許曼：美國職棒大聯盟紐約洋基總管，中文綽號「現金男」、「現金人」，同時也具律師身分。
- 傑森·米勒：美國劇作家兼演員。他在電影《大法師》中扮演神父的表演贏得了1973年普立茲戲劇獎和托尼獎最佳劇本獎。
- 馬丁·歐麥利：美國民主黨政治人物、馬里蘭州前州長，曾參選2016年美國總統。
- Robert Craves：全球第三大以及美國第一大連鎖零售型、會員制倉儲式量販店好市多的共同創辦人。
- James T. Vanderslice Dell：戴爾電腦前CEO。
- 查伦·巴尔舍夫斯基：曾任美國貿易代表，參與中國加入世界貿易組織談判。
- 布萊恩·威廉姆斯：美國記者和主持人，從2004年開始主持NBC夜間新聞。

## 外部連結
- The Catholic University of America （页面存档备份，存于）
- The Catholic University of America Athletics （页面存档备份，存于）
- 中的“美國天主教大學”
- 美國天主教大學知名校友與榮譽獲獎校友 Archive.today的存檔，存档日期2021-06-05